# Izegem

Izegems vapen

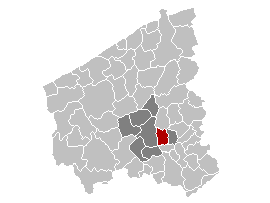
Izegems läge inom provinsen Västflandern

Izegem är en kommun i provinsen Västflandern i regionen Flandern i Belgien. Izegem hade 26 781 invånare per 1 januari 2008.